# KBC 今週のポピュラーベスト10
KBC 今週のポピュラーベスト10（ケービーシー こんしゅうのポピュラーベストテン）は、1967年10月4日から2011年3月27日までKBCラジオで43年半放送されていた音楽番組である。
番組コンセプトは『富田薫の洋楽天国』に受け継がれた。

## 放送時間
- 日曜日：23:00 - 24:00(JST)

## 歴代パーソナリティ
- 松井伸一（初代）[1]
- 富田薫（2代目）[1]
- 木村匡也（3代目）
- 巽孝之（4代目）
- 逸見明正（5代目）
- 宮本けいすけ（6代目）

### 備考
- 3代目の木村匡也を除いてKBCアナウンサーが勤めている。放送回数のカウントは4代目からの放送回数を採用。
- 2003年1月2日には初代と2・4・6代目のパーソナリティが揃ったスペシャル番組を放送した。松井伸一のパートでは、ディレクター岸川均とのコンビが復活、第1回のベストテン・ランキングをそのまま再現した。
- 2007年12月31日には40周年記念で初代松井・2代目富田・6代目宮本の3人のパーソナリティが揃い正午より6時間のスペシャル番組を放送した。

## 番組内容

### 松井伸一時代
- 当時の番組名は「今週のポピュラー・ベストテン」。
- ディレクターは後にラジオ番組「歌え若者」なども手がける岸川均。
- 1967年10月4日の第1回放送では、まだ葉書リクエストが来ていないため、新譜、和製ポピュラー、ヒットパレードの3パートに分けてアトランダムに曲を流し、葉書でのリクエストを呼びかけた。
- 翌週10月11日からランキングの発表を開始、第1回のベストテンは次の通り。 
  - 1位：花のサンフランシスコ／スコット・マッケンジー
  - 2位：モナリザの微笑／タイガース
  - 3位：愛こそはすべて／ビートルズ
  - 4位：北国の二人／ジャッキー吉川とブルー・コメッツ
  - 5位：あなただけを／ジェファーソン・エアプレイン
  - 6位：バラ色の雲／ヴィレッジ・シンガーズ
  - 7位：ロック天国／ピーター・ポール&マリー
  - 8位：マイ・ベスト・フレンド／ジェファーソン・エアプレイン
  - 9位：サイレンス・イズ・ゴールデン／トレメローズ
  - 10位：英雄と悪漢／ビーチ・ボーイズ
- 1967年の間は局の方針により日本のGSも登場した（松井談）。1968年以降は純粋な洋楽のみのランキングとなる。
- 当初はベストテンのみの発表で、番組構成は新譜、ビルボード・ベストテン紹介、音楽ニュース、懐メロ、ベストテン10位→1位カウントダウン。
- 1968年5月20日は15位までの発表。  1968年5月27日以降は20位までの発表。4位と3位の間で20～11位の曲名・アーティスト名のみ発表。  後に毎月最終週のみ20曲全てをオンエア、20位→1位カウントダウン。
- 年末最終週はその年に1位を獲得した曲の特集、及び番組に寄せられたリスナーによる年間チャートの発表。  1月第1週は新春初荷レコード特集。
- 当初は平日夜の時間帯を転々としていた（1967年10月4日～毎週水曜日、1968年3月8日～毎週月曜日、1968年10月9日～毎週水曜日、1969年4月18日～毎週金曜日、1969年10月11日～毎週土曜日）。1970年4月12日より日曜午前10時 - 11時へ移動（4月11日と12日は2日連続の放送）。11時台の「今週の歌謡ベストテン」に続く編成となり、永らく定位置となった。
- 1973年10月7日より、毎週同じような曲がかかることへの対策として、ランキング発表を20位から始めて、上昇曲のみをオンエアする構成に変更。但し毎月最終週のみは従来通りに20曲全てをオンエア。
- 過去に一度ヒットした曲が、リバイバル・ヒットした際のランク入りは、基本的に認めなかった。例えば1968年の「サウンド・オブ・サイレンス」サイモン&ガーファンクル、「悲しき雨音」カスケーズ、「ビー・マイ・ベイビー」ロネッツ、「テル・ミー」ローリング・ストーンズなど。例外として「孤独の世界」P.F.スローンは、最初の発売の時にさほど大きなヒットにならなかったためか、1969年のリバイバル・ヒットの際にランク入りを果たしている。
- 両面ヒットはAB面それぞれ別々のランキングになっている。例えばローリング・ストーンズの「この世界に愛を」と「ダンデライオン（たんぽぽ）」、ビー・ジーズの「マサチューセッツ」と「ホリデイ」、ビートルズの「ヘイ・ジュード」と「レボリューション」、「カム・トゥゲザー」と「サムシング」など。例外としてベイ・シティ・ローラーズの「ロックン・ローラー／イエスタデイズ・ヒーロー」が両面ヒットした際は、「イエスタデイズ・ヒーロー」のみがランク入り。またオリビア・ニュートン・ジョンの「たそがれの恋／カントリー・ロード」が両面ヒットした際は、1976年中は「たそがれの恋」が、1977年に入ってからは「カントリー・ロード」がランク入り、但し別々のランキングではなく2曲で1曲分として連続した動きだった。しかしながら同時期に両面ヒットした、ビートルズの「ガット・トゥ・ゲット・ユー・イントゥ・マイ・ライフ」と「ヘルター・スケルター」は別々のランキングとなっており、やや統一感に欠ける印象があった。
- 番組当初はシングルレコードの発売のない曲のランク入りは認めなかった。しかしビートルズのLP『ザ・ビートルズ（通称ホワイトアルバム）』収録曲の「バック・イン・ザ・U.S.S.R.」「オブ・ラ・ディ、オブ・ラ・ダ」がランク入りしなかった際に、他の番組ではランク入りしているのに、本番組でのランク入りを認めないのはおかしいと疑問視する声が高まったため、1969年1月29日より方針を変更し、シングル発売のない曲でもランク入りを認めるようになった。その結果「バック・イン・ザ・U.S.S.R.」が6位に、「オブ・ラ・ディ、オブ・ラ・ダ」が4位に初登場している。なお「オブ・ラ・ディ、オブ・ラ・ダ」は後に日本でのシングルカットが実現している。
- インスト曲がランク入りしたケースは非常に少ない。フランシス・レイの「白い恋人たち」は、インスト・ヴァージョンのA面ではなく、コーラス入りヴァージョンのB面の方が流れていた。ベンチャーズの「ハワイ・ファイヴ・オー」やアポロ100の「よろこびのカンタータ」などは、インスト曲としては珍しく20位内に登場しているが、いずれも下位止まりとなっている。
- 1968年7～9月に短期間だが雑誌ティーンルックがスポンサーに付き、番組名が「ティーンルック・ポップス・ベストテン」に変更されていた。
- 1972年頃にはCM毎に洋楽新曲を紹介がてらBGMとしていた時期があり、4年後に日本で大ヒットしたダニエル・ブーンの「ビューティフル・サンデー」が、当時の邦題「すてきなサンデー」として紹介されていたことがあった。
- 1977年頃には「ベスト・ヒット招待席」と銘打って、後番組の「今週の歌謡ベストテン」「今週のフォーク・ベストテン」とセットになっていた時期があった。
- クイーンとチープ・トリックは、それぞれ全世界的なブレイクに先駆けて、本番組でいち早く1位を獲得した。クイーンは「輝ける7つの海」で1974年8月18日から4週連続、チープ・トリックは「甘い罠」で1977年10月30日から4週連続、各々1位を記録している。特にチープ・トリックとは、メンバーのリック・ニールセンから、松井伸一の後の担当番組宛にメッセージが届くなど交流が続いていた。
- 松井伸一担当期間の年間No.1曲（1968年のみ1位10点～10位1点、1969年以降は1位20点～20位1点として年度内の総合ポイントを算出）
  - 1968年：ヘイ・ジュード／ビートルズ
  - 1969年：ふたりのシーズン／ゾンビーズ
  - 1970年：レット・イット・ビー／ビートルズ
  - 1971年：アナザー・デイ／ポール・マッカートニー
  - 1972年：アイルランドに平和を／ポール・マッカートニー&ウイングス
  - 1973年：イエスタデイ・ワンス・モア／カーペンターズ
  - 1974年：バンド・オン・ザ・ラン／ポール・マッカートニー&ウイングス
  - 1975年：キラー・クイーン／クイーン
  - 1976年：ボヘミアン・ラプソディ／クイーン
  - 1977年：ホテル・カリフォルニア／イーグルス
  - 1978年：伝説のチャンピオン／クイーン
  - 1979年：ドリーム・ポリス／チープ・トリック

### 富田薫時代以降
- 番組名は「ポップ10」と略されることもある。
- 洋楽のヒットチャートを週ごとに集計してベスト10方式でカウントダウンしながら曲紹介する。
- 4位の時に11位から20位までの題名を紹介。30分バージョンの時はその後カウントダウンを続けるが、1時間バージョンの場合はここで特集を組む。
- 組まれた特集としては
  - アーティスト、ジャンル特集
  - 車のCM曲特集
  - サンプリングした曲とされた曲の聞き比べ
  - 珍邦題特集
  - ビルボード1位同名曲
  - 今月のおさらいアーティスト（ランキングには出なかったが、その月リリースされた曲の特集）
- その後、3位から1位までカウントダウンを続け、最後にリスナーからのリクエスト曲で終わる。

## 備考
- 以前は、ナイターシーズンは30分バージョン、ナイターオフは1時間バージョンであることが多かったが、2003年10月以降現在までは日曜23時からの1時間放送で固定されている。
- ただ、日曜日放送という事もあり選挙開票特番等で30分短縮バージョンでの放送も今でもたまにある（30分バージョンの際の内容は特集なしで以前通りの形）。
- KBCラジオでは最も長く続いた番組でもある（放送期間は約43年11か月）。
- 3代目の木村が担当した当初はKBC全体の番組編成が転換する『KBC-INPAX』が始まった時期でもある。当番組もその流れに組み込まれ、『サタデーイブニングスロープ・KBCカウントダウンホット20』と称して放送した時期もある。のちに『KBC-INPAX』が終了したのと同時に元のタイトルに戻すことになった。